# Johan II van Nassau-Wiesbaden-Idstein
Johan II van Nassau-Wiesbaden-Idstein (1360 – Aschaffenburg, 23 september 1419), Duits: Johann II. von Nassau-Wiesbaden-Idstein, Erzbischof und Kurfürst von Mainz, was een geestelijke uit het Huis Nassau-Wiesbaden-Idstein, een zijtak van de Walramse Linie van het Huis Nassau. Hij was vanaf 1397 als Johan II aartsbisschop en keurvorst van Mainz. Door zijn tijdgenoten en historici is hij gekarakteriseerd als ambitieus, intelligent en sluw. Zijn gecompliceerde rijks- en alliantiepolitiek was gebaseerd op zijn zorg voor het aartsbisdom en de economische opkomst ervan.

## Biografie

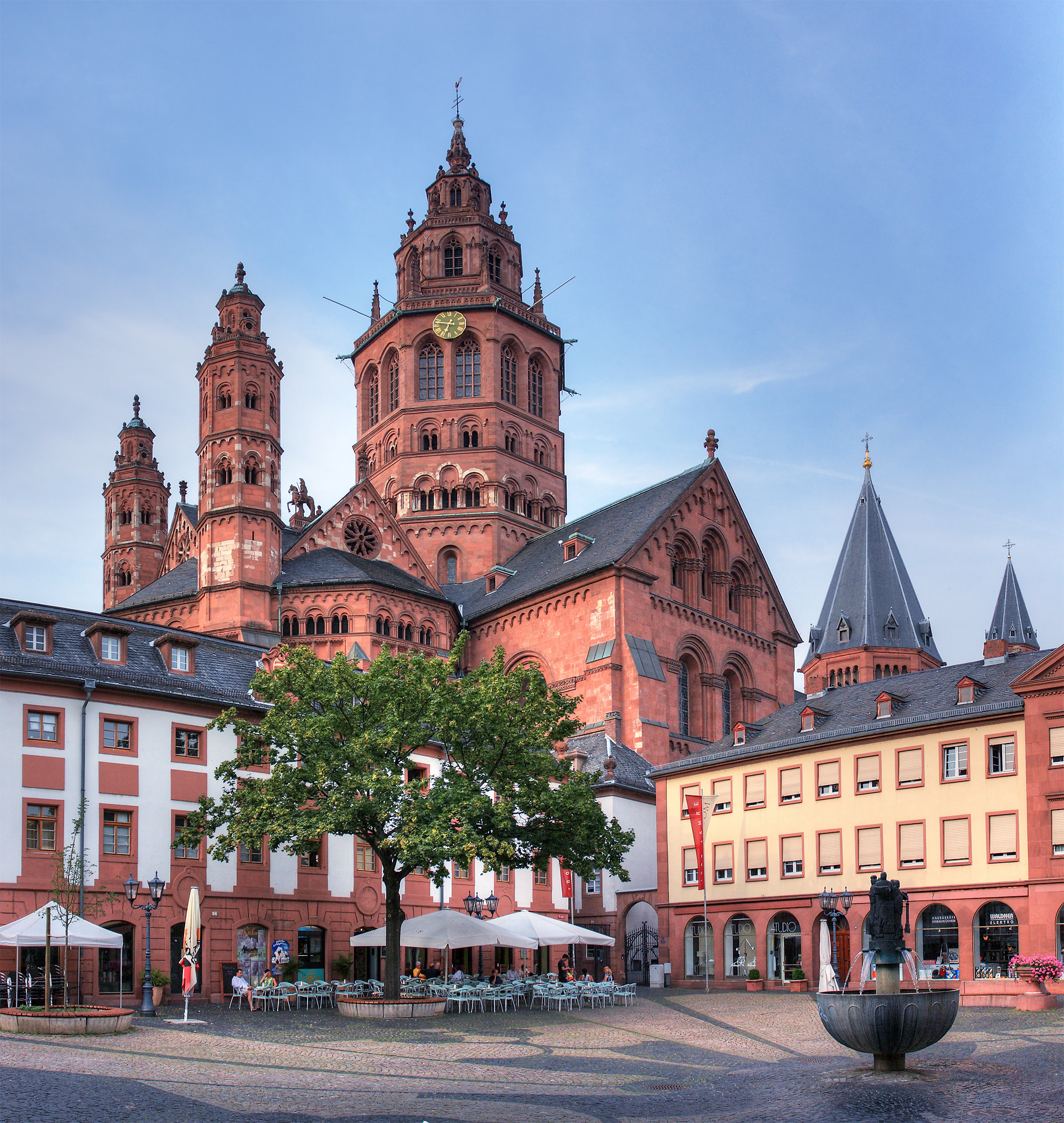
De Dom van Mainz

Johan was de zevende zoon van graaf Adolf I van Nassau-Wiesbaden-Idstein en Margaretha van Neurenberg, dochter van burggraaf Frederik IV van Neurenberg en Margaretha van Görz en Tirol. Johan kreeg om onbekende redenen zijn opleiding deels in Hongarije en werd domheer in Mainz in 1390 en in Würzburg. Verder was hij o.a. proost van het Sint-Georgenbergklooster bij Worms.
In 1386 droeg zijn broer Walram IV de Burcht Adolfseck aan hem over. Johan bouwde in de burcht een aan de heilige Valentijn gewijde kapel. Toen Johan in 1397 aartsbisschop van Mainz werd, ging het bezit van de burcht over aan zijn neef Adolf II, de zoon van Walram IV.

### Benoeming tot aartsbisschop

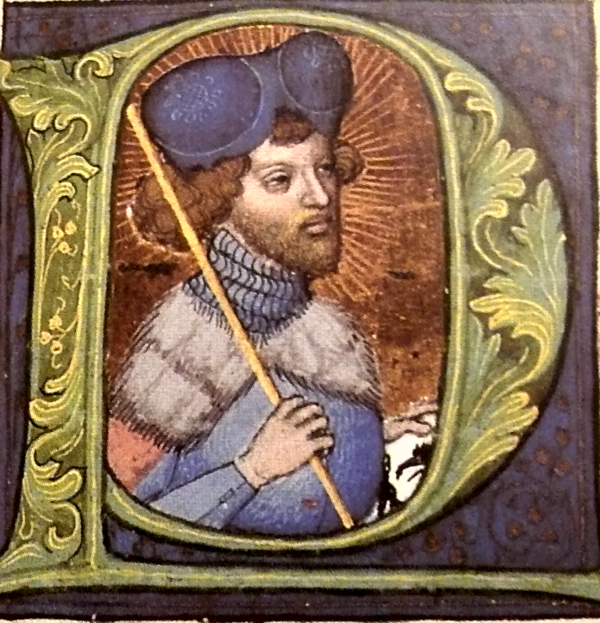
Rooms-koning Wenceslaus

Bij de verkiezing van een opvolger van zijn broer (de op 6 februari 1390 overleden aartsbisschop en keurvorst van Mainz, Adolf I) werd Johan verslagen, toen het kapittel van de Dom van Mainz Koenraad II van Weinsberg verkoos.
Enkele dagen na de dood van Koenraad II (19 oktober 1396) sloot Johan op 24 oktober 1396 een alliantie met de paltsgraven bij de Rijn. Maar de kanunniken wilden de aartsbisschop niet al te vaak uit hetzelfde grafelijke huis halen en kozen op 17 november 1396 als compromis Godfried van Leiningen tot aartsbisschop, die ook de goedkeuring van rooms-koning Wenceslaus kreeg en diens voorspraak bij paus Bonifatius IX. Johan ging naar Rome en legde de paus uit dat de verkiezing van Godfried geenszins overeenkwam met de wensen van de geestelijken en de leken van het aartsbisdom, maar veeleer het werk was van een door koning Karel VI van Frankrijk beïnvloede partij die neigde naar de tegenpaus in Avignon, Benedictus XIII. Daarom vroeg hij de paus deze verkiezing niet te overwegen, maar hemzelf te benoemen tot aartsbisschop van Mainz. Door middel van brieven, die uit zijn vaderland waren aangekomen, probeerde hij te bewijzen dat deze daad van de paus daar algemene vreugde en instemming zou opwekken. Bonifatius, die in ieder geval graag de benoeming van het belangrijke aartsbisdom in zijn handen hield, liet zich door deze niet geheel waarheidsgetrouwe voorstelling van zaken en de gelijktijdige voorspraak van paltsgraaf Ruprecht II, die een vastberaden volgeling was van de Romeinse paus in het rijk, en niet in de laatste plaats door het geld dat Johan meebracht en verder beloofde, werkelijk bewegen om Johan op 24 januari 1397 tot aartsbisschop van Mainz te benoemen. Johan mocht de stad Rome pas in juli 1397 verlaten, nadat hij de schuldeisers die de nodige bedragen hadden voorgeschoten, volledig tevredengesteld had, en de paus bindende beloftes had gedaan met betrekking tot zijn trouw. Terug in Mainz werd Johan zonder problemen geaccepteerd als aartsbisschop, hoewel verschillende kanunniken nog tegenstribbelden en rooms-koning Wenceslaus opnieuw probeerde Bonifatius voor Godfried van Leiningen te winnen. De paus liet het bij bevelschriften ten gunste van Johan, temeer omdat de graven van Leiningen, vermoedelijk uit ergernis, een gezantschap van de paus, dat een keurvorstendag in Frankfurt wilde bezoeken, hadden aangevallen en gevangengenomen, en daarmee in Rome de argwaan versterkte dat Godfrieds partij inderdaad met de tegenpaus in Avignon verbonden was. Na lang onderhandelen deed Godfried definitief afstand van de bisschopsstaf en werd hij met het lucratieve ambt van domproost schadeloos gesteld.

### Oppositie tegen koning Wenceslaus

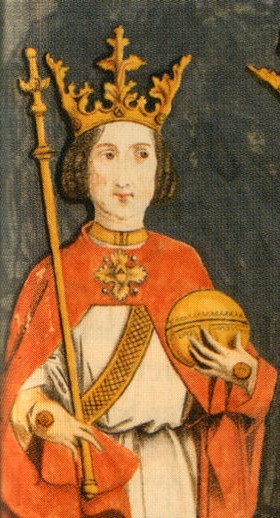
Rooms-koning Ruprecht

Johan werd onmiddellijk de meest fervente aanhanger van de keurvorstelijke oppositie tegen rooms-koning Wenceslaus. De belangrijkste klachten tegen Wenceslaus waren al in mei 1397, d.w.z. zonder Johan, door de keurvorsten geformuleerd tijdens een bijeenkomst in Frankfurt. Toen Wenceslaus eind 1397 voor de Rijksdag in Frankfurt verscheen, overhandigden ze hem die klachten schriftelijk. Ze beklaagden zich erover dat hij geen einde had gemaakt aan het kerkelijk schisma dat uit Avignon voortkwam, dat hij de afscheiding van belangrijke delen van het grondgebied van het rijk niet verhinderde, dat hij Gian Galeazzo Visconti erkende als heer van Milaan en hem verhief tot de rang van hertog, dat hij zijn vrienden en volgelingen onbeschreven maar verzegelde oorkonden gaf om naar believen in te vullen, dat hij recht en vrede in het rijk niet beschermde, dat hij geestelijken en andere onschuldige mensen in Bohemen vermoordde. De keurvorsten zouden eigenlijk hebben moeten toegeven dat ze voor een groot deel zelf verantwoordelijk waren voor de omstandigheden waar ze de koning van beschuldigden, maar ze waren nou eenmaal vastbesloten om Wenceslaus, die al jaren niet meer in het rijk was geweest, van de troon te stoten en iemand uit hun midden – paltsgraaf Ruprecht II – tot rooms-koning te verheffen. Ze wilden geen koning die het rijk vanop afstand en met de raad van niet-ebenbürtige dienaren regeerde, maar aan de Rijn onder hun invloed, een koning die zonder aarzelingen aan de paus in Rome zou vasthouden en die de belangen van de vorsten en vooral van de keurvorsten zou dienen. Dit plan, dat door Johan en Ruprecht II eendrachtig en behoedzaam werd voorbereid, werd met moeilijkheden geconfronteerd. Na een afwezigheid van tien jaar keerde Wenceslaus terug naar het rijk en liet hij door zijn daden zien dat het hem echt om recht en vrede ging. In Frankfurt, waar hij net de klachten van de keurvorsten schriftelijk had ontvangen, kondigde hij op 6 januari 1398 een algemene landvrede voor tien jaar af. Hij deed onmiddellijk verschillende concessies aan de Rijnlandse keurvorsten, die met allerlei problemen te kampen hadden. Hij verleende ook gunsten en genade aan iedereen. Het belangrijkste was dat hij Johan als aartsbisschop erkende en hem de regalia verleende. Paltsgraaf Ruprecht III, die zijn zojuist overleden vader in diens heerlijkheden en aanspraken was opgevolgd, beleende hij reeds op 18 januari met zijn rijkslenen. Het wijze beleid van Wenceslaus, en het overlijden van de oude paltsgraaf verhinderde de voortgang van de oppositie. Johan, Ruprecht III en Werner III van Falkenstein, de aartsbisschop van Trier, vonden het vooralsnog beter om met de steden in het Rijnland en de Wetterau, in aansluiting op de Frankfurtse landvrede, maar met de door hen gewenste veranderingen, op 3 maart 1398 een eigen landvrede voor vijf jaar te sluiten. Een compromis was echter niet meer mogelijk, Johan en Ruprecht III joegen spoedig weer voorwaarts. Door zijn ontmoeting met Karel VI van Frankrijk, door de keurvorsten ernstig afgeraden, wekte Wenceslaus opnieuw hun argwaan op en had hij kort daarna een heftige scène met Ruprecht III te Koblenz, die hij verweet dat hij de kroon wilde.

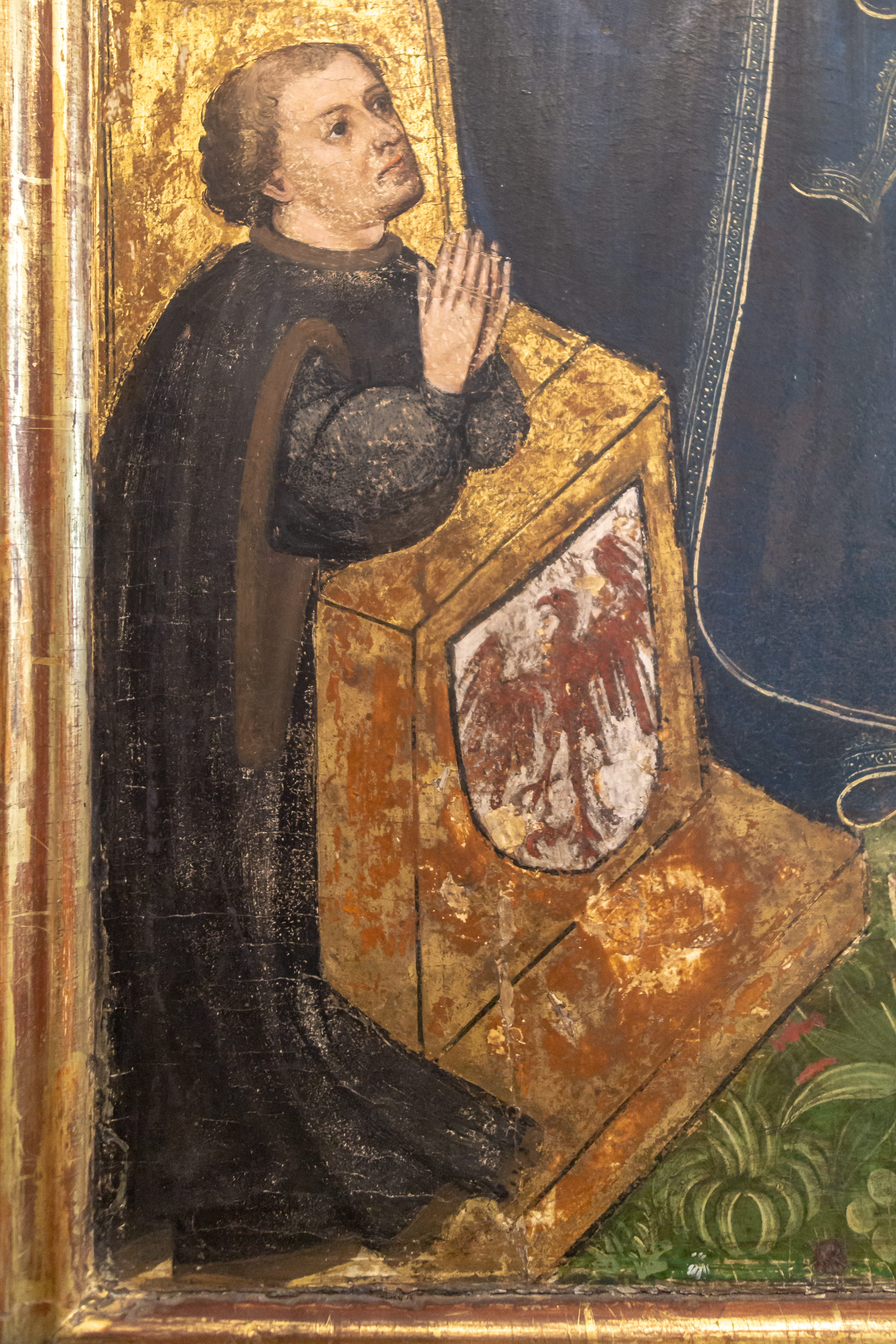
Burggraaf Frederik VI van Neurenberg

Zodra Johan de kanunniken, die Godfried van Leiningen hadden gekozen, voor zich had gewonnen en de zaak van Godfried volledig hopeloos werd, werd hij benaderd door Frederik III van Saarwerden, de aartsbisschop van Keulen, die Godfried had gesteund en die zich sinds de terugkeer van Johan uit Italië voorzichtig gedragen had. Johan, Frederik III en Ruprecht III sloten op 11 april 1399 te Boppard een verbond, waarbij ze overeen kwamen dat ze in de toekomst in alle aangelegenheden van de kerk en het rijk bij elkaar zouden blijven en eensgezind zouden handelen, dat ze geen rijksvicaris zouden erkennen die zonder hun voorkennis was aangesteld, dat ze geen enkele verkleining van het rijk zouden accepteren, namelijk dat ze het door de koning aan Gian Galeazzo Visconti toegekende hertogdom Milaan niet zouden bevestigen. Nu moesten ook de andere keurvorsten voor beslissend handelen gewonnen worden. Keurvorst Rudolf III van Saksen trad op 2 juni 1399 in Marburg toe tot het Verbond van Boppard en op 15 september 1399 aartsbisschop Werner III van Trier. Omdat een aantal vooraanstaande vorsten, zoals de hertogen Stefanus III en Lodewijk VII van Beieren, landgraaf Herman II ‘de Geleerde’ van Hessen, de markgraven van Meißen en burggraaf Frederik VI van Neurenberg, zich ondertussen met de leidende keurvorsten verbonden hadden, vonden deze het tijd om hun intenties duidelijker te openbaren. Op 19 september 1399 sloten Johan, Frederik III van Keulen, Werner III van Trier, Rudolf III van Saksen en paltsgraaf Ruprecht III een verdrag met de genoemde vorsten waarin deze overeenkwamen dat ze elke vorst die de vijf keurvorsten uit de huizen van Beieren, Meißen, Hessen, Neurenberg en Württemberg zouden kiezen, als koning zouden erkennen. De leidende keurvorsten durfden de eigenlijke kandidaat nog niet te noemen; voorlopig wilden ze de machtige vorsten door het vooruitzicht van de kroon aan zich binden en hen leiden op een pad waarbij een terugkeer niet meer mogelijk was. Wenceslaus, die hoorde over de veelvuldige ontmoetingen, hoopte in eerste instantie nog steeds door welwillendheid en genadebetuigingen de hem vijandige sfeer te kunnen sussen. Zo verleende hij Johan aanzienlijke tolinkomsten in Höchst am Main en in het Odenwald. Ook probeerde Wenceslaus de keurvorsten en de vorsten voor een bijeenkomst te winnen waar hij zich persoonlijk tegen hun grieven kon verantwoorden en het met hen eens kon worden, doch dat was tevergeefs. De keurvorsten weigerden op futiele gronden en bleven hun eigen dagtochten houden; ze deden al pogingen om de steden en paus Bonifatius IX voor hun voornemen te winnen. Maar noch bij de steden noch bij de paus hadden ze succes. De steden weigerden elke medewerking. Ze waren meer gehecht aan de koning dan aan de keurvorsten, die ze van nabij kenden, maar ze waren veel te bang om kleur te bekennen of zelfs maar iets voor de bedreigde koning te doen en lieten de dingen op hun beloop. Bonifatius IX, die vanwege het kerkelijk schisma voorzichtig moest zijn, gaf een nietszeggend, vertragend antwoord, hoewel de paltsgraven tot dan toe in het rijk de meest vastberaden vertegenwoordigers van gehoorzaamheid aan de paus in Rome geweest waren.

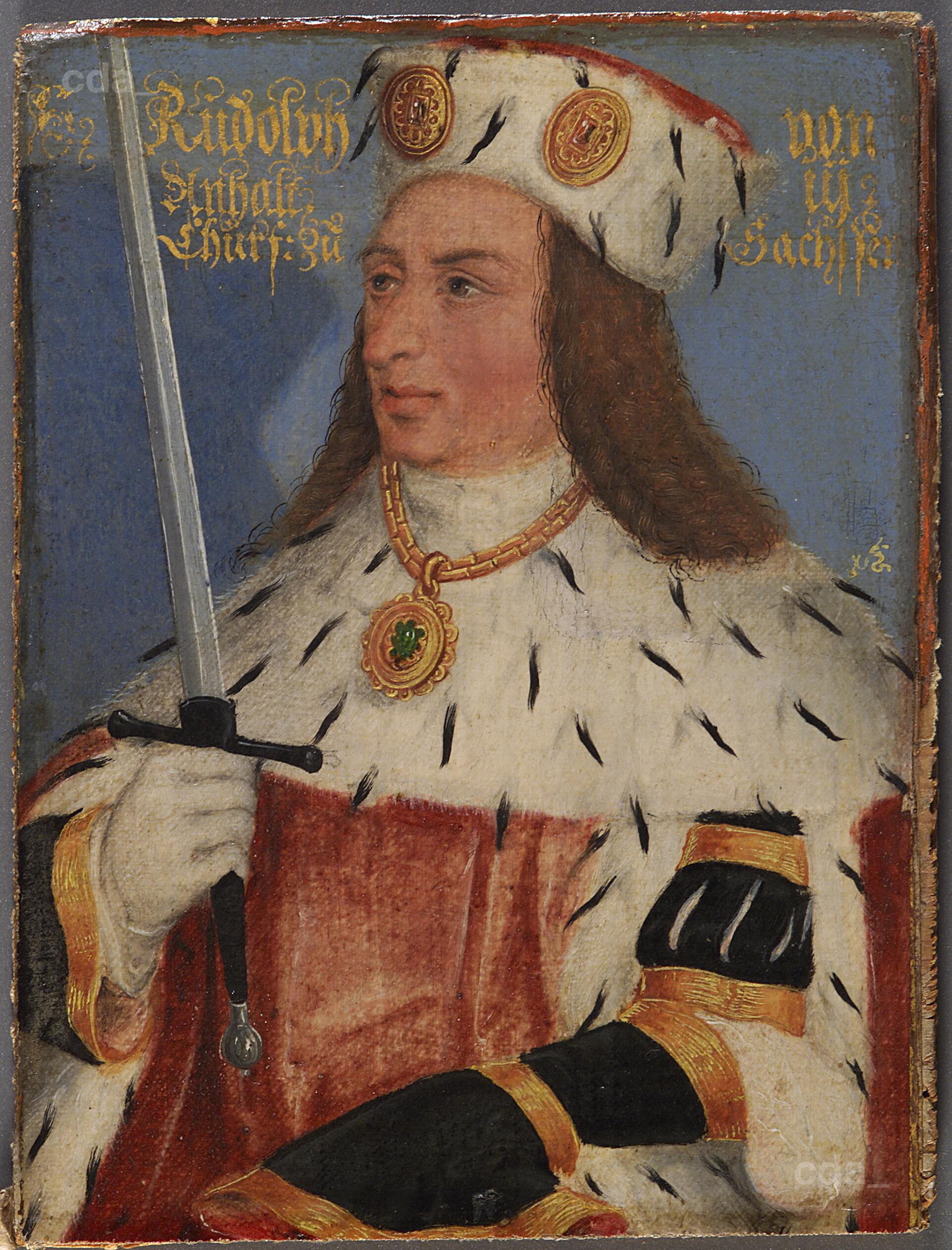
Keurvorst Rudolf III van Saksen

Op de vorstendag in Frankfurt op 22 mei 1400, waar Johan, Frederik III van Keulen, Rudolf III van Saksen en paltsgraaf Ruprecht III in eigen persoon en raadsheren van Trier verschenen waren, traden wel opnieuw vooraanstaande vorsten als de hertogen van Brunswijk, Beieren, Saksen, Gulik en Oostenrijk toe tot het verbond van de keurvorsten, maar Rudolf III van Saksen, waarvan men dacht dat hij al volledig gewonnen was – Saksen was op 1 februari 1400 toegevoegd aan de vijf huizen waaruit de koning zou worden gekozen – viel weer af en verliet Frankfurt met verschillende vorsten uit het noorden. Dat was ofwel omdat hij de zelfzuchtige bedoelingen van de Rijnlandse keurvorsten herkende, ofwel omdat de voorstellen en aanbiedingen van Wenceslaus, die diens gezanten met veel vaardigheid in Frankfurt presenteerden, indruk op hem hadden gemaakt. Johan slaagde er niet in om de verkiezing van paltsgraaf Ruprecht III tot rooms-koning door te zetten, omdat ook hertog Frederik I van Brunswijk-Wolfenbüttel als kandidaat werd voorgesteld.

De achtergebleven keurvorsten konden niets beslissends ondernemen en moesten zich beperken tot het doen van vergeefse verzoeken aan de steden en om Wenceslaus voor een nieuwe dag, op 11 augustus 1400, in Oberlahnstein op te roepen. Ze verklaarden echter uitdrukkelijk dat als Wenceslaus niet zou komen, ze onmiddellijk een andere koning zouden kiezen en deze uit alle macht zouden ondersteunen. Ze stuurden ook een gezantschap naar Karel VI van Frankrijk dat hem van hun voornemen op de hoogte moest brengen en een bondgenootschap met hun toekomstige koning tot herstel van de kerkelijke eenheid voorstellen moest. Uit ergernis over de koele reactie van paus Bonifatius IX waren ze dus bereid zich af te wenden van Rome en dezelfde weg te bewandelen als die waarvan ze Wenceslaus beschuldigden.
Bij zijn terugkeer uit Frankfurt werd Rudolf III van Saksen op 5 juni 1400 bij Kleinenglis (ten zuiden van Fritzlar, thans een deel van Borken) aangevallen en gevangengenomen, Frederik I van Brunswijk-Wolfenbüttel werd daarbij vermoord. De daders waren graaf Hendrik VII van Waldeck-Waldeck en zijn trawanten Frederik III van Hertingshausen en Koenraad van Falkenberg, die allen ofwel leenmannen of bondgenoten van Mainz waren. Hendrik VII van Waldeck-Waldeck was daarnaast ook gehuwd met Johans nichtje Margaretha, de dochter van Walram IV. Aangezien het misdrijf werd gepleegd op het grondgebied en door ambtmannen van Johan, werd de verdenking onmiddellijk tegen hem als opdrachtgever gericht. Maar het is niet waarschijnlijk dat Johan de daders werkelijk heeft opgehitst of aangemoedigd; hij moest weten dat het hem en zijn partij meer kwaad dan goed zou doen. De aanval en de bloedige gevolgen ervan zijn eerder aan de wilde vetezucht van de Duitse adel toe te schrijven. Johan was door de tijding in grote verbijstering, want hij voelde dat alleen al de verdenking een ernstige hindernis voor zijn plan zou zijn; hij haastte zich eerst naar Heidelberg om met paltsgraaf Ruprecht III te overleggen, en daarna naar Hessen om de vrijlating van de gevangenen en de grootst mogelijke genoegdoening te bewerkstelligen en om van de daders zelf het bewijs te krijgen dat hij volledig zonder schuld was aan het voorval. Naar alle kanten werden door de keurvorstelijke partij de raderen in beweging gezet om de onschuld van Johan te demonstreren. Hoe kon de eerste keurvorst, de aartskanselier van het Duitse Rijk, die juist op het punt stond een bestraffend oordeel over de koning te vellen, een dergelijke misdaad aankleven?

### Afzetting van koning Wenceslaus en verkiezing van Ruprecht tot koning
Johan, Frederik III van Keulen, Werner III van Trier en paltsgraaf Ruprecht III kwamen al op 10 augustus 1400 bijeen in Oberlahnstein. Veel van de verbonden vorsten en heren en de gezanten van de rijkssteden kwamen ook. Maar de Noord-Duitse vorsten bleven weg, ongetwijfeld uit afschuw over de misdaad bij Kleinenglis. Wenceslaus kwam uiteraard niet, noch stuurde hij gezanten. In de eerste dagen was er tussen de keurvorsten nog veel te bespreken, voor te bereiden en glad te strijken, om ook over kleinere zaken volledige eenheid te bereiken. De stadsgezanten, die opnieuw werden benaderd over hun toetreding, lieten zich deze keer veel resoluter uit ten gunste van Wenceslaus. Desalniettemin gingen de keurvorsten door met de uitvoering van het al zo lang voorbereide plan. Nadat Ruprecht III hun de belofte had gedaan dat hij als koning in de aangelegenheden van de Heilige Kerk naar hun advies zou handelen, dat hij de verheffing van Gian Galeazzo Visconti zou herroepen, dat hij de vervreemde rijkslanden, met name Brabant, zou terugbrengen, dat hij alle nieuwe tollen, die Wenceslaus aan de Rijn verleend had, zou afschaffen, en geen nieuwe tollen zonder medeweten van de keurvorsten meer zou toestaan en toekennen, en ten slotte dat hij de drie aartsbisdommen aan de Rijn getrouw zou bedienen, verdedigen en beschermen, vertrokken de keurvorsten op 20 augustus in de ochtend uit de stad naar het open veld. Johan besteeg de rechterszetel, die hier op een vrije, ietwat verhoogde plaats opgesteld was, en verkondigde aan het verzamelde volk met luide stem de afzetting van de koning. De volgende dag – een zaterdag – voeren de keurvorsten over de Rijn naar Rhens en kozen Ruprecht III als rooms-koning.
Het doel was bereikt, nu was het nodig om de nieuwe koning erkenning en prestige te geven, maar vooral om de wereld het bewijs te leveren dat de door de keurvorsten beheerste Rijnlandse koning in staat was om het recht en de vrede te beschermen en de eer en de goederen van het Heilige Roomse Rijk te bewaren. Ruprecht verkreeg in de daaropvolgende periode zonder veel moeite in de belangrijkste delen van het rijk erkenning en gehoorzaamheid. Hij vertrok op 26 oktober 1400 met Johan naar Frankfurt en werd, omdat Aken zich verzette, op 6 januari 1401 in Keulen gekroond. Paus Bonifatius IX, aan wie de keurvorsten, na een snel voorbijgaande wisseling, vanaf dat moment voortaan vasthielden, besloot echter pas in 1403 de gevraagde bevestiging uit te spreken.

### Vete met Brunswijk en Hessen en eerste onenigheid met koning Ruprecht

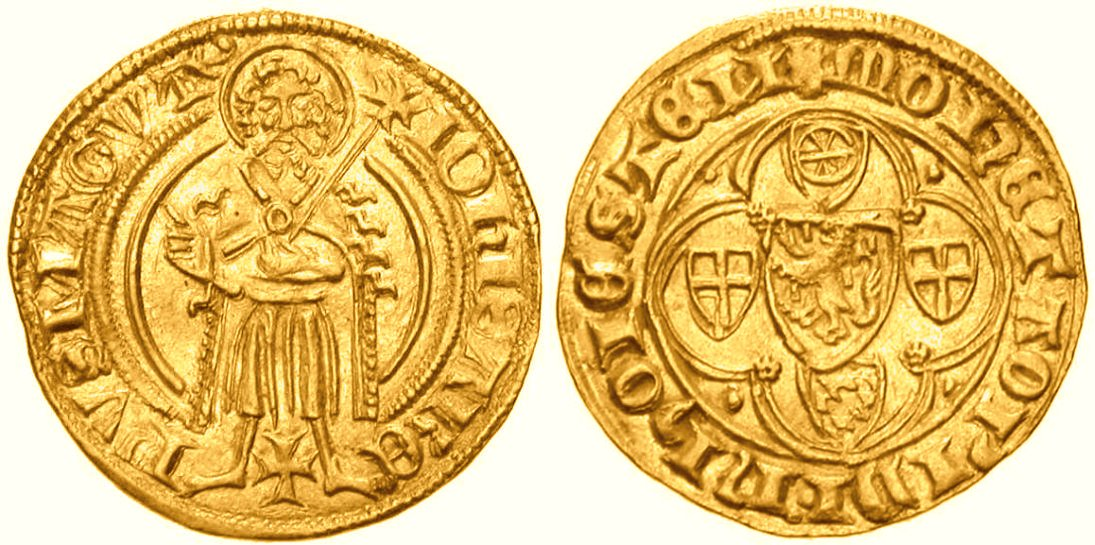
Goudgulden, Mainz, aartsbisschop Johan II van Nassau-Wiesbaden-Idstein (1397–1419), geslagen tussen 1399 en 1402 in Höchst am Main. Voorzijde: Johannes de Doper met kruisscepter, de rechterhand tot zegening verheven, tussen de voeten een Johannitterkruis, randschrift: IOH(ann)IS AR(chi)EP(iscop)VS MAGV(n)T(inus). Keerzijde: vier pasbogen, in het midden het wapen van Nassau, in de bogen de schilden van Keur-Mainz, Keur-Keulen, Keur-Trier, en Beieren (voor de Keurpalts). Randschrift: MONETA OP(p)IDI IN HOIESTEN.

Johan kon niet lang in rust genieten van zijn successen. Al snel bleek de moord bij Kleinenglis nadelige gevolgen voor hem te hebben, omdat de hertogen van Brunswijk, bij wie zich ook bij Herman II van Hessen aansloot, naar vergelding zochten. Tevergeefs probeerde koning Ruprecht een vergelijk tussen de partijen te bereiken en hen te verzoenen. De vete in Hessen begon en Johan verbitterde zijn tegenstanders nog meer door een vroeger bondgenootschap met een van de moordenaars, Hendrik VII van Waldeck-Waldeck, te vernieuwen en hem op 24 mei 1401 als helper in de oorlog te aanvaarden. In de strijd bleef Hendrik VII van Waldeck-Waldeck buiten schot.
De vete was reden voor Johan om geen deel te nemen aan de veldtocht die Ruprecht naar Italië ondernam om de rechten van het rijk te herstellen. Dit was de eerste schaduw die over het bondgenootschap en de vriendschap tussen de twee stichters van het Rijnlandse koninkrijk viel. Zodra Ruprecht in april 1402 met een verzwakt aanzien en in grote financiële zorgen naar Duitsland was teruggekeerd, deed hij opnieuw pogingen om de verbitterde strijd in Hessen bij te leggen. Op 3 februari 1403 vaardigde hij in Neurenberg een rechterlijk vonnis uit waarbij Frederik III van Hertingshausen en Koenraad van Falkenberg een boete opgelegd kregen en waarbij in de talrijke twistpunten tussen Mainz, Hessen en Brunswijk en hun helpers deels in het nadeel van Johan beslist werd. Daarop ontstak Johan in woede, die nog vergroot werd omdat Ruprecht hem ook het benutten van zijn rechten op regalia, te weten de vrijgeleide- en Jodengelden, bestreed. Johan beschouwde dit alles als een verachtelijke ondankbaarheid van de door hem verheven koning, en hij zon op wraak. Hij riep de inmenging van de paus in en trad zelfs in verbinding met koning Sigismund van Hongarije, de broer van de afgezette Wenceslaus. Johan was zo hartstochtelijk, gewetenloos en ontrouw, dat hij na de eerste belediging die Ruprecht hem aandeed, onmiddellijk het idee opvatte om de grote samenzwering van Oberlahnstein ongedaan te maken. Daartoe behoorden echter meerdere personen dan alleen Johan, en het was moeilijk deze te voor zich te winnen. Alleen markgraaf Bernhard I van Baden en graaf Everhard III van Württemberg waren tot een bondgenootschap bereid. Aartsbisschop Frederik III van Keulen wees niet alleen elke deelname aan een nieuwe rijkssamenzwering resoluut af, maar haastte zich ook naar Ruprecht om hem te verzekeren dat hij zich met lijf en goed bij hem zou aansluiten en hem in alle zaken zou steunen.
Toen Johan zich realiseerde dat hij geen weerklank vond en bovendien een nieuwe oorlog met Hessen voorzag, vond hij het verstandiger om zo snel mogelijk in te binden en weer tot overeenstemming met Ruprecht te komen. Dat gebeurde op de bijeenkomsten in Hemsbach en Weinheim an der Bergstraße in juni 1403. Johan moest afstand doen van de vrijgeleidegelden die hij tussen Frankfurt en Mainz geheven had en moest de oorkonden waarop hij zijn recht baseerde om de Jodengelden te heffen ter keuring aan de koning voorleggen. Kort daarop werden ook de tollen, die bij de laatste landsvrede te Höchst am Main en Castel ingesteld waren en die na het aflopen van de landvrede in 1401 nog steeds met koninklijke toestemming door Johan geheven werden, door een besluit van Ruprecht afgeschaft. Johan moest zich dit alles laten welgevallen, omdat hij door Herman II van Hessen, de hertogen van Brunswijk en de markgraven van Meißen, die hij weer meermaals geprovoceerd had, opnieuw met oorlog bedreigd werd. Hoewel Johan zich Ruprecht door zijn wilsverklaringen veelvuldig gedienstig toonde, koos diens schoonzoon, graaf Adolf II van Kleef, de zijde van Herman II van Hessen – zeker een teken voor de stemming in Heidelberg. Het kostte Johan enorme moeite om zijn tegenstanders af te weren. In Hessen en in het Eichsfeld, waar belangrijke bezittingen van Mainz lagen, werd het hevigst gevochten. Welke haat en woede de vorsten voor elkaar koesterden, tonen de brieven die Johan en markgraaf Willem van Meißen aan elkaar hebben geschreven. In maart 1405 werd de vete door de Vrede van Friedberg en een landvrede beëindigd.

### Hernieuwde onenigheid met de koning, oprichting van de Marbacher Bund
Maar Johan zou geen rust krijgen. Ruprecht keurde met de beste bedoelingen de landvrede goed en verwoestte met behulp van de steden ettelijke roversnesten in de Wetterau. Daarbij liet hij Slot Hohenstein, dat door een ambtman van Mainz veroverd was, niet in diens handen, maar gaf het op wens der steden ter verwoesting over aan de burgers van Gelnhausen. Om het verkeer op de rivieren te bevorderen, eiste hij van Johan opnieuw de opheffing van de tol te Höchst am Main en de overgave van de daar opgerichte vestingwerken. Deze maatregelen riepen bij Johan heftige wrok op en het besluit om opnieuw in opstand te komen. Nu vond hij talrijke aanhangers, omdat Ruprecht intussen zelf vijanden gemaakt had en vooral de rijkssteden door hoge belastingeisen gekwetst had. Op 14 september 1405 sloot Johan met Bernhard I van Baden en Everhard III van Württemberg, de stad Straatsburg en 17 Zwabische rijkssteden de Marbacher Bund; ter versterking, het voordeel en de eer van het heilige rijk en voor vrede en harmonie voor het gehele land, zoals het in de oorkonde staat. De werkelijke bedoeling van de bondgenoten was echter om elkaar te steunen voor het geval dat de koning hun vrijheden, rechten en heerschappij zou willen schaden. Ruprecht, die zo’n verbond niet dulden kon en zich terdege bewust was van het dreigende gevaar, probeerde het tegemoet te treden en beriep de bondgenoten tot een dagvaart, waarbij hij hun klachten zou aanhoren en beantwoorden. Johan, die aanvankelijk weigerde, moest zich uiteindelijk schikken en trad op 6 januari 1406 in Mainz voor de koning. De belangrijkste klachten die hij hier naar voren bracht, betroffen de rijkskanselarij, de Jodengelden, de verwoesting van de burchten in de Wetterau en de vestingwerken in Höchst am Main. De koning antwoordde dat hij de rechten van de aartsbisschop op geen enkele manier had geschonden en eiste de opheffing van de hem vijandige gezinde Marbacher Bund. Men kwam niet tot overeenstemming. Johan hield het bondgenootschap niet alleen in stand, maar breidde het door de toetreding van ettelijke steden ook uit. Het uitbreken van een oorlog leek onvermijdelijk.

### Verzoening met de koning
Toen kwam het nieuws dat koning Wenceslaus een Boheems leger naar Beieren gestuurd had om het rijk terug te veroveren. Gezien dit gevaar achtte Ruprecht het absoluut noodzakelijk om tot elke prijs tot overeenstemming met Johan te komen. Ruprecht kwam op 28 februari 1407 met Johan in Hemsbach samen en stond de Marbacher Bund toe, alleen moest Johan hem beloven het verbond na de vastgestelde einddatum (2 februari 1411) niet te verlengen, een lijst met de leden te overleggen en geen nieuwe leden meer aan te nemen, en tot slot in de toekomst zonder de wil van de koning met niemand meer een overeenkomst te sluiten. Van zijn kant beloofde Ruprecht om in de toekomst zonder medeweten van Johan noch met heren noch met steden een bondgenootschap te sluiten. Op dezelfde dag kwamen beiden overeen om in de toekomst vriendschap met elkaar te onderhouden en hun geschillen door aartsbisschop Frederik III van Keulen te laten beslechten. De territoriale geschillen, namelijk die over de tol en de vestingwerken in Höchst am Main, werden vervolgens overeenkomstig Johans wensen opgelost. Frederik III van Keulen sloot uiteindelijk ook vrede tussen Ruprecht en de markgraven van Baden. Zo ging het gevaar voor de koning voorbij, maar wel ten koste van zijn reputatie. Wenceslaus bracht uiteindelijk niet voldoende troepen op de been en had met zijn pogingen om de opvolger van paus Bonifatius IX tegen Ruprecht op te zetten net zo weinig succes. Paus Gregorius XII bevestigde de erkenning van Ruprecht uit 1403.

### Conflict over het kerkelijk schisma

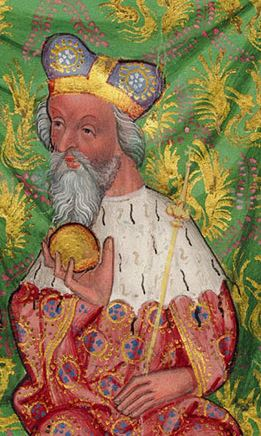
Rooms-koning Jobst

Na de Dag van Hemsbach hadden Ruprecht en Johan enige tijd een redelijke verstandhouding; ze troffen elkaar regelmatig en werkten gezamenlijk aan de vrede en het vervoer. Maar tot een oprechte en duurzame relatie kon het niet meer komen; de kloof die door de vroegere vijandschap tussen hen was ontstaan was te groot, ze vertrouwden elkaar niet meer. Ruprecht probeerde zijn partij te versterken door nieuwe bondgenootschappen te sluiten om zo voldoende ruggensteun te hebben, en Johan nam, ondanks de belofte in Hemsbach nieuwe leden aan in de Marbacher Bund. Daarbij kwam nog de tweespalt in de kwestie van de kerk. Uit de aanhangers van de twee pausen, Gregorius XII en Benedictus XIII, was een nieuwe partij ontstaan, die het Franse plan om de eenheid en de hervorming van de kerk wilde bewerkstelligen door de afzetting van beide pausen. Met dit doel schreef ze voor 25 maart 1407 een concilie te Pisa uit. Terwijl Ruprecht vasthield aan Gregorius XII, liet Johan zijn tot dan toe gevoerde beleid varen en schaarde zich, uit afkeer van Ruprecht en – zo lijkt het – door Frankrijk voor een geheim bondgenootschap gewonnen, aan de zijde van de kardinalen in Pisa.
Op de Rijksdag in Frankfurt wilde Ruprecht een besluit ten gunste van Gregorius XII bereiken, maar Johan bestreed hem en wist de meerderheid van de standen, al waren die niet allemaal direct voor het concilie te Pisa, toch voor een beleid van toezien en afwachten over te halen. Dit bracht Ruprechts koningschap opnieuw in groot gevaar, want de kardinalen in Pisa vormden onmiddellijk een bondgenootschap met Wenceslaus en beloofden hem hun steun tegen ‘Ruprecht van Beieren’. Nadat het Concilie van Pisa de beide pausen afgezet en een nieuwe, Alexander V, gekozen had, neigden de Duitse rijksstanden in toenemende mate naar de kardinalen in Pisa. Johan werd door paus Alexander V benoemd tot legaat in het rijk. Hij nam het voortouw en wist door bondgenootschappen met de belangrijkste rijksvorsten de aanhang van Gregorius XII en Ruprecht in het rijk steeds verder verkleinen. De door Gregorius XII verordonneerde afzetting van Johan en zijn aanhangers bleef volledig zonder gevolg, omdat alle aartsbisschoppen en de meeste bisschoppen zich voor Alexander V uitspraken. Ruprecht moest toezien dat zelfs bevriende en verwante vorsten, waaronder zijn schoonzoons Adolf II van Kleef en hertog Karel II van Lotharingen, hem afvielen. Maar de meest bittere ervaring bleef Ruprecht bespaard; het kwam niet tot een militaire campagne noch tot een poging tot afzetting. Ruprecht overleed op 18 mei 1410, voor de totale ineenstorting van zijn koninklijk bewind.

### Verkiezing van een nieuwe koning

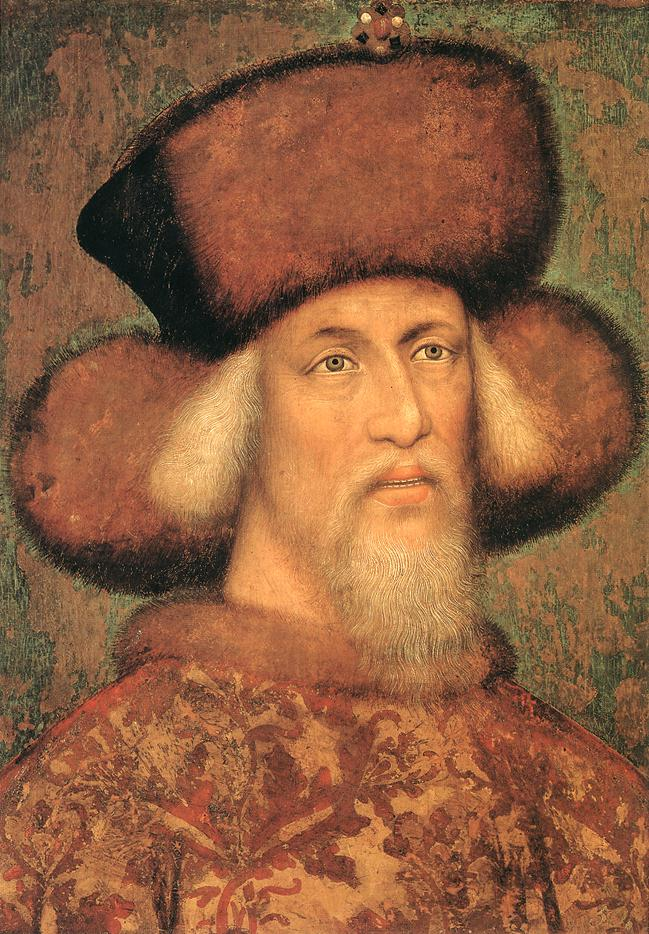
Rooms-koning Sigismund

Het Rijnlandse koningschap, een plan dat in 1396 voor het eerst duidelijk naar voren kwam, was volledig mislukt, en vooral door de ontrouw en het verraad van degenen die het schiepen. Nu stonden de keurvorsten opnieuw voor de verkiezingsvraag. Wie moeten ze kiezen? Moesten ze niet liever gehoorzaam naar Wenceslaus terugkeren? Daarvoor was namelijk Rudolf III van Saksen. Maar Johan was beslist voor een verkiezing en beriep volgens de bepalingen van de Gouden Bul zijn medekeurvorsten voor de verkiezingsdag in Frankfurt op 1 september 1410. Aanvankelijk beoogden alle Rijnlandse keurvorsten, hoewel ze het ondertussen in de pauselijke kwestie weer oneens waren geworden, koning Sigismund van Hongarije tot rooms-koning te verheffen. Toen deze echter niet, zoals Johan en aartsbisschop Frederik III van Keulen eisten, direct de opvolger van Alexander V, paus Johannes XXIII, als de rechtmatige paus erkennen wilde, vielen die van hem af en onderhandelden met markgraaf Jobst van Moravië, die toen ook keurvorst van Brandenburg was. Maar paltsgraaf Lodewijk III, de zoon van Ruprecht, en aartsbisschop Werner III van Trier, die aanhangers van Gregorius XII waren, en burggraaf Frederik VI van Neurenberg, aan wie Sigismund de stem van Brandenburg had toevertrouwd, kozen op 20 september 1410 Sigismund tot koning. Johan liet zich daardoor niet in verwarring brengen en koos, nadat Jobst van Moravië zijn voorwaarden aanvaard had, met Frederik III van Keulen en een gezant van Jobst, als keurvorst van Brandenburg, Jobst tot koning. Jobst bedankte Johan onmiddellijk door hem alle rechten en vrijheden van zijn aartsbisdom en de tollen te Mainz, Gernsheim, Ehrenfels, Oberlahnstein, Höchst am Main en Aschaffenburg te bevestigen. Jobst overleed echter reeds op 18 januari 1411, en zo werd Johan opnieuw tot een belangrijke beslissing genoodzaakt. De eigenzinnige man kon niet meteen besluiten om gewoon naar Sigismund over te gaan, maar stelde een nieuwe verkiezingsdatum vast, met de bedoeling om de oude Wenceslaus opnieuw te kiezen, die zich bereid verklaard had een nieuwe verkiezing te erkennen, dus zijn tot dan toe ingenomen standpunt dat hij nog altijd de enige rechtmatige rooms-koning was, op te geven. Pas toen Johan zich de moeilijkheden van dit plan realiseerde en zijn isolering vreesde, gaf hij toe en toonde hij zich bereid om Sigismund te erkennen, maar pas na een verkiezing, die op 21 juli 1411 plaatsvond. Sigismund gaf daarop Johan en Frederik III van Keulen de schriftelijke verzekering dat hij Johannes XXIII als de rechtmatige paus beschouwde, dat hij alle punten die Jobst hen beloofd had zou nakomen en, zodra hij gekroond werd, hen de plechtige oorkonde daarover zou overhandigen.
In de eerste jaren van de regering van Sigismund handelde Johan overwegend vreedzaam. Hij spande zich in om de voorzichtige rijkssteden tot erkenning van de koning te bewegen en zijn betrekkingen met Werner III van Trier en paltsgraaf Lodewijk III, die door de kerkelijke kwestie en de verkiezingsstrijd zeer geschaad waren, vriendschappelijker te maken. Dit lukte mede door gemeenschappelijke territoriale belangen. Reeds in augustus 1411 sloot hij in Weinsberg en Hoheneck een wapenstilstand met Lodewijk III, en een jaar later een verdrag over tolaangelegenheden. In mei 1413 kwamen alle Rijnlandse keurvorsten bijeen en bespraken maatregelen tegen de veelvuldige, meestal door de koningen verleende, tolvrijstellingen. Minder gelukkig was Johan met de steden; in 1412 kwam hij zelfs in conflict met zijn vroegere bondgenoten uit de Marbacher Bund, de Frankische en Zwabische steden, dat al snel door Lodewijk III en andere vorsten werd bijgelegd werd.

### Onenigheid met koning Sigismund
Maar al in 1414 ontstonden nieuwe onenigheden met Lodewijk III. Na de dood van aartsbisschop Frederik III van Keulen in april 1414 werd door de ene partij de bisschop van Paderborn, Willem van Berg, door de andere Diederik van Meurs, tot aartsbisschop gekozen. Terwijl Johan zich voor de laatste verklaarde, steunde Lodewijk III zijn verwant Willem van Berg. Bovendien wekte Lodewijk III in hoge mate de jaloezie van Johan op doordat hij de landvoogdij in de Elzas, die door Sigismund, met toestemming achteraf van Johan, aan hem verpand was, voor een vergroting van zijn invloed bij de rijkssteden in de Elzas benutte. En ook over Sigismund had Johan klachten, die nog niet voor de kroning naar het rijk gekomen was, dus ook zijn verkiezingsbeloften niet vervuld had, die de steden aan zich probeerde te binden, zijn eerste kiezers, Werner III van Trier en Lodewijk III, bevoordeelde, en door verscheidene handelingen de argwaan wekte dat hij in zijn aanhankelijkheid aan Johannes XXIII niet standvastig was. Daarom probeerde Johan ter bescherming van zijn belangen opnieuw een partij te vormen en vond allereerst Diederik van Meurs daartoe bereid. Beiden zwoeren op 17 juni 1414 te Rhens onwrikbaar aan Johannes XXIII vast te houden en in zaken van de kerk en het rijk, namelijk bij verkiezingen, eensgezind op te treden. Ze verklaarden uitdrukkelijk dat hun verbond niet vijandig tegen de koning gericht was, voor zover hij hen hun rechten en vrijheden zou laten. Toen Sigismund eindelijk aan de Rijn verscheen, kwam Johan met hem in Speyer, Worms en Koblenz samen; maar het kwam lang niet tot een toenadering. Pas toen bekend werd dat paus Johannes XXIII Diederik van Meurs als aartsbisschop van Keulen bevestigd had en daardoor de aanhang van Johan aan zekerheid en aanzien won, erkende Sigismund de noodzaak om zijn verhouding met Johan te verbeteren. Hij sloot op 29 oktober 1414 een verbond met Johan en gaf hem op 1 november 1414 de lang beloofde oorkonde, die de bevestiging van alle tolrechten, geleides en andere rechten van het aartsbisdom, namelijk de jurisdictie in de stad Mainz, bevatte, en droeg hem zelfs nog een belangrijk rijksambt over, de landvoogdij in de Wetterau. Maar de goede verstandhouding kwam niet uit het hart en hield niet lang stand. Het was al opvallend dat Johan niet met Sigismund naar Aken voor de kroning ging, waaraan de andere Rijnlandse keurvorsten op 8 november deelnamen. Toen Sigismund zich vervolgens in Frankfurt bij de gezanten van de steden heftig over het verderfelijke eigenbelang van het rijk en de steden beklaagde, en openlijk zijn spijt uitsprak dat hij aan Johan de bescherming van de steden in de Wetterau overgedragen had – een toespraak die in Mainz onmiddellijk bekend moest worden – was de breuk weer onvermijdelijk.

### Het Concilie van Konstanz
Aan de oproep van het Concilie van Konstanz, dat Sigismund met paus Johannes XXIII ter herstel van de kerkeenheid afgesproken had, kon en wilde Johan zich niet onttrekken. Hij kwam op 12 januari 1415 in Konstanz aan, zodra hij echter merkte dat de zaken in Konstanz een voor zijn paus ongunstige wending namen – doordat deze, om ook zijn tegenstanders Benedictus XIII en Gregorius XII tot terugtreden te bewegen, tot voorwaardelijke afstand van zijn pauselijke waardigheid aangespoord werd – verliet hij in ontstemming Konstanz weer. De klachten van de rijkssteden over zijn zelfzuchtige politiek, in het bijzonder de op de handel zwaar drukkende geleide- en tolgelden, en het goede onthaal die deze bij de koning kregen, hebben mogelijk niet minder invloed op zijn beslissing gehad. Hij zorgde ervoor dat er over zijn houding geen twijfel bestond. Door zijn plaatsvervanger, die in Konstanz achterbleef, liet hij verklaren dat hij nimmer een andere paus dan Johannes XXIII zou erkennen. De houding van de eerste Duitse kerkvorst werkte in ieder geval op Johannes XXIII bemoedigend. Hij herriep de hem afgedwongen belofte van afstand en ontvluchtte op 20 maart vermomd uit Konstanz. Sigismund moest de grootste wijsheid en beslistheid aanwenden om alleen al het concilie bijeen te houden en de plannen van Johannes XXIII en zijn aanhangers te verijdelen. De vlucht van de paus werd al snel gevolgd door diens afzetting, gevangenneming en hechtenis bij paltsgraaf Lodewijk III. Ook tegen Johan nam Sigismund maatregelen; hij ontnam hem op 26 maart 1415 de landvoogdij in de Wetterau en droeg deze over aan Johans neef graaf Filips I van Nassau-Weilburg; hij beval de stad Mainz het verbond, dat zij met Johan gesloten had, op te zeggen en zich met Lodewijk III te verbinden.

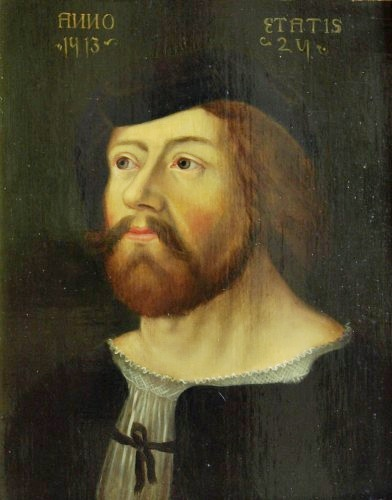
Paltsgraaf Otto I van Mosbach

Het ontbrak de politiek van Sigismund echter aan vastberadenheid en vasthoudendheid. Toen hij vanuit Konstanz een reis naar Spanje ondernam om paus Benedictus XIII tot afstand te bewegen, kreeg hij het idee dat zijn inspanningen voor de eenheid van de kerk meer resultaat zouden hebben wanneer hij het met de keurvorsten, met name de eerste kerkvorst van het rijk, eens was. Ook geloofde hij dat hij bij zijn belangrijke voornemen met Engeland een verbond tegen Frankrijk te sluiten en bij de gevolgen die daaraan verbonden moesten zijn, diens toestemming en ondersteuning niet kon ontberen. Hij knoopte dus opnieuw onderhandelingen met Johan aan en sloot op reis naar Aarburg op 24 juli 1415 een nieuw verbond met hem. Drie weken later verklaarde Johan dat hij met de koning verzoend was, dat hij zich aan de eerdere overeenkomst met hem zou houden en niet zou dulden dat iemand hem uit het rijk probeerde te verdrijven. De stad Mainz moest de lasten van deze abrupte politieke draai dragen. Op 10 januari 1416 beval Sigismund de stad om het verbond met paltsgraaf Lodewijk III weer op te zeggen en aartsbisschop Johan te geven, wat ze volgens wet en gebruik hem en zijn aartsbisdom verschuldigd was. Sigismund beloofde Johan hem tegen iedereen bij te staan die zijn kerk wilde schaden en hem uit het aartsbisdom verdrijven wilde. Johan verzuimde niet deze hem gunstige situatie te benutten. Omdat zijn verbond met Sigismund ook de verzoening met het Concilie van Konstanz tot gevolg had, diende hij daar een klacht tegen de burgers van Mainz in, omdat zij door belastingheffing van zijn clerus en verhindering van zijn jurisdictie de vrijheid van zijn kerk ernstig in het nauw brachten, en verzocht om hun dagvaarding. In dit gevaar wendde de stad zich tot Lodewijk III, die de plaatsvervanger van de koning in Konstanz was, en smeekte hem om zijn bescherming. Daardoor werd de verhouding tussen de aartsbisschop en de burgers van Mainz zo gespannen en vijandig dat er een oorlog werd verwacht. Johan sloot voor zijn veiligheid opnieuw een bondgenootschap met Bernhard I van Baden en zaaide tweedracht in de paltsgrafelijke familie door twee broers van Lodewijk III, de paltsgraven Stefan en Otto I, naar zijn zijde te trekken en tot verpanding van ettelijke burchten in de Palts over te halen. Sigismund, die deze verwarring zeer onaangenaam was, vroeg het concilie om Johan van oorlog te weerhouden. Ook aartsbisschop Werner III van Trier, die een geschil met Frankfurt had, schreef hij een afkeurende brief waarin hij benadrukte dat hij in het rijk geen vetes zou dulden.
Desondanks bleef de verhouding tussen Johan en Sigismund goed. Johan bemiddelde in juni 1416 een verdrag tussen Sigismund en zijn broer Wenceslaus, waarbij deze, die tot dan toe vergeefs de hoop op verkrijging van de keizerlijke waardigheid had gehad, voor zijn leven ten minste de titel rooms-koning zou voeren en in het bezit van de rijkskleinodiën zou blijven. Het was duidelijk aan Johan te danken dat Sigismund zijn broer bovendien nog toestond om de tot het hertogdom Luxemburg behorende landvoogdij in de Elzas, die aan de paltsgraven verpand was, weer in te lossen. Daardoor werd Lodewijk III een hak gezet, en een reden voor onenigheid met de koning geschapen. Lodewijk III werd door de vijandige plannen van Johan zo onrustig dat hij het noodzakelijk achtte Konstanz te verlaten en zich naar zijn vaderland te haasten. Hij vreesde zelfs dat Johan met het idee speelde om de gevangen paus Johannes XXIII door omkoping van diens bewakers uit de gevangenis te bevrijden en zo nieuwe moeilijkheden en onrust te scheppen. Maar Johan, die zich allang met het concilie verzoend had, dacht nauwelijks aan zo’n daad; hij zag zich ondertussen door de de ronde doende geruchten toch genoodzaakt, zich bij het concilie te rechtvaardigen. De Rijnlandse geschiedenis kent talloze voorbeelden van de snelste stemmings- en partijwisselingen tussen de keurvorsten. Ze streden en verzoenden zich weer. Zo ook deze keer. Al in augustus 1416 lukte het aartsbisschop Werner III van Trier een schikking tussen Johan en Lodewijk III tot stand te brengen, namelijk over de aan Johan verpande burchten in de Palts, de onenigheid tussen Lodewijk III en zijn broers Stefan en Otto I, en het geschil van Johan met de stad Mainz. Johan II van Fleckenstein, de bisschop van Worms, besprak vervolgens een verdere wapenstilstand, waarin uitdrukkelijk vastgesteld werd dat de dagvaarding van de stad Mainz voor het Concilie van Konstanz in een goede vriendschap stond en dat Johan intussen tegen de stad op geen enkele wijze mocht procederen.
Deze vredespogingen en hun goede resultaten gingen vooral van het inzicht uit dat de keurvorsten er beter aan deden elkaar te verdragen en hun belangrijkste belangen gemeenschappelijk te beschermen. Reeds roerden zich opnieuw de rijkssteden, door het beleid van Sigismund aangemoedigd, en planden maatregelen ter beperking van de vorstelijke macht en willekeur. Dit noodzaakte de Rijnlandse keurvorsten om op 23 september 1416 het Verbond van Bingen te sluiten tegen allen die hen in het bezit van hun rechten en privileges wilden schaden. Deze overeenkomst hoefde zich nog niet rechtstreeks tegen de koning te keren, maar ze was ertoe bereid, als hij het zou wagen om de rijkssteden ten koste van de vorstelijke rechten en aanspraken te begunstigen. Sigismund keek echter wel uit het bij de keurvorsten volledig te verbruien. Hij had hun hulp nodig bij de uitvoering van het Verdrag van Canterbury, dat hij op 15 augustus 1416 met koning Hendrik V van Engeland gesloten had. Deze situatie kwam Johan, die als vazal of bondgenoot van koning Karel VI van Frankrijk bijzonder voorzichtig behandeld moest worden, op een uitstekende wijze van pas. Op 15 januari 1417 droeg Sigismund de landvoogdij in de Wetterau opnieuw aan Johan over, met de reden dat de aartsbisschop hem onlangs vele diensten bewezen en goede wil betoond had – zonder twijfel is de toestemming voor het bondgenootschap met Engeland daarmee bedoeld. Nadat Sigismund van zijn lange reis in Konstanz was teruggekeerd, verscheen ook Johan weer en ontving op 23 februari de rijkslenen. Al eerder had hij van alle prelaten en abten uit zijn aartsbisdom een bezoek aan het concilie geëist. Daarbij gaf hij echter geenszins de gedachten en doelstellingen van het Verbond van Bingen op. Een vastbesloten vereniging van de Rijnlandse keurvorsten was bovendien minder moeilijk, omdat Lodewijk III, tot dan toe de meest vastbesloten aanhanger van Sigismund, reden tot ontevredenheid had en zich door nieuwe bekendmakingen van de koning, die zich in Konstanz opnieuw heftige bezwaren van de steden tegen de keurvorsten voorleggen liet, tot oppositie gedwongen werd. Lodewijk III en Johan werden van tegenstanders nu ijverige vrienden en bondgenoten; ze werden het eens over de vroegere onenigheden. Lodewijk III verzoende Johan met de stad Mainz op 15 juni 1417. Beiden gingen daarbij echter van andere gedachten uit. Johan sloot de vrede onder allerlei concessies, omdat hij hoopte daardoor de burgers van een vaste aansluiting bij de overige rijkssteden, die aan serieuze maatregelen tegen de drukkende rijn- en maintollen dachten, te kunnen weerhouden. Lodewijk III daarentegen wilde Johan voor een krachtige ondersteuning van zijn zwager, Hendrik V van Engeland, tegen Frankrijk winnen en hem door deze verzoening de handen vrijmaken. Johan benutte de vrede intussen geenszins tot bewapening voor een oorlog, maar tot uitbreiding van het verbond van keurvorsten. Hij had daarbij ondanks de gunstigere situatie met moeilijkheden te kampen. In augustus 1417 won hij de hertogen Reinoud IV van Gelre en Adolf IX van Berg, maar op een bijeenkomst in Koblenz in december ontbrak aartsbisschop Diederik II van Keulen weer, die juist met de stad Keulen de heftigste onenigheden had en vermoedelijk over de toetreding van zijn vroegere tegenstander, Adolf IX van Berg, ontstemd was.

### Laatste jaren

Het wapen van de leden van de Walramse Linie van het Huis Nassau

Snel werden ook de tegenzetten van Sigismund merkbaar, die over de ontrouw van  Lodewijk III zeer kwaad was en vooral door het verloop van het Concilie van Konstanz en de invloed die Romaanse naties daar wonnen, in een zeer slechte stemming was. Hij probeerde eerst Lodewijk III te raken door te proberen de talrijke rijkspandschappen die de laatste tijd aan de Palts gekomen waren, weer in te lossen of in andere handen te brengen. De belangrijke stad Seltz in de Elzas wou hij Lodewijk III zelfs met geweld laten ontrukken. Het gevolg was dat Lodewijk III zich nog meer bij de keurvorsten aansloot en hen tot de meest meedogenloze vijandschap tegen Sigismund probeerde te dwingen. Maar hij had nu de bedroevende ervaring dat zijn bondgenoten in hoge mate zwak, onbetrouwbaar en ontrouw waren. Diederik II van Keulen kon zich door zijn strijd met de stad Keulen om verderaf spelende zaken niet bekommeren, Werner III van Trier werd door zijn hoge leeftijd langzamerhand onbruikbaar, en Johan liet zijn ijver opeens aanzienlijk na, en wel, naar het schijnt, om de volgende overwegingen. Het heftigste strijdpunt tussen Sigismund en Lodewijk III waren de rijkspandschappen die Sigismund hem wilde ontnemen. Nu had Johan het toenemende bezit van de paltsgraven, namelijk hun positie in de Elzas, altijd met schele ogen aangezien. Moest hij nu de koning bestrijden en de uitvoering van zijn voornemen, de verzwakking van de macht van Lodewijk III, verhinderen? De keurvorsten hadden zich wel voor de verdediging van hun rechten en vrijheden solidair verklaard, maar voor de eerlijke uitvoering van dit programma waren ze te zelfzuchtig, te afgunstig en ontrouw. Daarbij kwam nog dat ettelijke vorsten die vroeger aan de zijde van Johan stonden, zoals Bernhard I van Baden en de verwante graven van Nassau, nu aanhangers van de koning waren. Eindelijk deed de sluwe Sigismund veel om Johan, de oude intrigant, tevreden te stellen en van Lodewijk III weg te trekken; hij onderscheidde de Nassause verwanten en bevestigde hem op 9 augustus 1418 de landvoogdij in de Wetterau voor het leven. Zo begonnen de keurvorsten hun terugtocht, die ze tevergeefs met herhaalde bijeenkomsten probeerden te dekken. In september waren Johan, Werner III van Trier en Lodewijk III in Bacherach om kleine geschillen te beslechten en zich over maatregelen tegen de stad Keulen te beraden. Over de oorlog tegen Frankrijk wordt het heel stil; Lodewijk III, die tevergeefs aandrong, verontschuldigde zich in die dagen bij zijn zwager Hendrik V van Engeland en raadde hem aan, tot bevordering van zijn belangen, Johan een jaarlijks pensioen toe te kennen. Sigismund bemerkte de neergang van de oppositie zeer wel en durfde een maatregel te nemen die de keurvorsten altijd opgewonden had; toen hij in de herfst van 1418 naar Hongarije vertrok, benoemde hij markgraaf Frederik I van Brandenburg tot Reichsverweser. De keurvorsten, die in het verleden staande hielden dat alleen hun het recht toekwam om een plaatsvervanger van de koning te kiezen, maakten niet alleen geen moeilijkheden, maar traden ook onmiddellijk met Frederik in verbinding. In Mainz vonden in januari 1419 onderhandelingen plaats die een verzoening tussen de stad Keulen en de Rijnlandse keurvorsten bewerkstellingen moest – maar tevergeefs. De partijen wilden hun krachten in een bloedige strijd meten. In de daaropvolgende maanden stuurden de keurvorsten, met uitzondering van Otto van Ziegenhain, de nieuw gekozen aartsbisschop van Trier, de stad Keulen hun oorlogsverklaringen. Johan, wiens levenskracht geleidelijk afnam, nam aan de heftige oorlog die nu uitbrak niet persoonlijk deel; hij liet alleen een groep strijdlustige knechten en vazallen op de rijksstad los. Hij beleefde nog de verzoening die aartsbisschop Otto van Trier na meerdere dagvaarten op 1 september 1419 tot stand bracht. De stad moest de hinderlijke palissades bij de Rijn en het bolwerk in Deutz opgeven, maar behield het recht om haar burgers naar eigen goeddunken te belasten. De hoge wijnbelasting, die de wijnhandel en de rijntollen van de keurvorsten ernstig schaadde, bleef dus bestaan.

### Overlijden en grafmonument
Kort daarop – op 23 september – overleed Johan in Aschaffenburg. Hij werd begraven in de Dom van Mainz. Zijn grafmonument is waarschijnlijk gemaakt door Madern Gerthener, in opdracht van Johans opvolger Koenraad III van Dhaun. De stad Frankfurt haastte zich om Sigismund, die juist tegen de Turken in het veld lag, het overlijdensbericht mede te delen. Uit de bedankbrief van 26 oktober blijkt dat het Sigismund niet onverschillig liet, hoewel hij toch van een zelfzuchtige, rusteloze en trouweloze rijksvorst bevrijd was. Toch liet Sigismund geen woord van wrok horen; hij noemde de overledene in kanselarijstijl de eerwaarde aartsbisschop, zijn lieve neef en keurvorst, en beval hem aan in de genade Gods.

## Buitenechtelijk kind
Johan had één buitenechtelijk kind bij een onbekend gebleven vrouw:
1. Johan van Nassau, woonde sinds 1417 te Bingen, laatst vermeld in 1443. Huwde op 30 mei 1400 met Idechin van Heinsberg, dochter van Gerhard van Heinsberg (muntmeester te Bingen), laatst vermeld in 1443.

## Voorouders
| Voorouders van Johan II van Nassau-Wiesbaden-Idstein | Voorouders van Johan II van Nassau-Wiesbaden-Idstein                                          | Voorouders van Johan II van Nassau-Wiesbaden-Idstein                                          | Voorouders van Johan II van Nassau-Wiesbaden-Idstein                                          | Voorouders van Johan II van Nassau-Wiesbaden-Idstein                                          | Voorouders van Johan II van Nassau-Wiesbaden-Idstein                                          | Voorouders van Johan II van Nassau-Wiesbaden-Idstein                                          | Voorouders van Johan II van Nassau-Wiesbaden-Idstein                                          | Voorouders van Johan II van Nassau-Wiesbaden-Idstein                                          |
| ---------------------------------------------------- | --------------------------------------------------------------------------------------------- | --------------------------------------------------------------------------------------------- | --------------------------------------------------------------------------------------------- | --------------------------------------------------------------------------------------------- | --------------------------------------------------------------------------------------------- | --------------------------------------------------------------------------------------------- | --------------------------------------------------------------------------------------------- | --------------------------------------------------------------------------------------------- |
| Betovergrootouders                                   | Walram II van Nassau (ca. 1220–1276) ⚭ vóór 1250 Adelheid van Katzenelnbogen (?–1288)         | Gerlach I van Isenburg-Limburg (?–1289) ⚭ Imagina van Blieskastel (?–vóór 1298)               | Hendrik I ‘het Kind’ van Hessen (1244–1308) ⚭ 1263 Adelheid van Brunswijk-Lüneburg (?–1274)   | Lodewijk II ‘de Strenge’ van Beieren (1229–1294) ⚭ 1273 Mechtild van Habsburg (ca. 1253–1304) | Koenraad I van Neurenberg (?–1260/61) ⚭ Clementia (?–?)                                       | Albrecht I van Saksen (?–1260) ⚭ 1247/48 Helena van Brunswijk-Lüneburg (1223–1273)            | Meinhard IV van Görz en Tirol (ca. 1227–1295) ⚭ 1259 Elisabeth van Beieren (ca. 1227–1273)    | Albrecht II van Hohenberg (?–1298) ⚭ ? (?–?)                                                  |
| Overgrootouders                                      | Adolf van Nassau (ca. 1255–1298) ⚭ ca. 1271 Imagina van Isenburg-Limburg (?–na 1317)          | Adolf van Nassau (ca. 1255–1298) ⚭ ca. 1271 Imagina van Isenburg-Limburg (?–na 1317)          | Hendrik ‘de Jongere’ van Hessen (?–1298) ⚭ 1290 Agnes van Beieren (?–1345)                    | Hendrik ‘de Jongere’ van Hessen (?–1298) ⚭ 1290 Agnes van Beieren (?–1345)                    | Frederik III van Neurenberg (?–1297) ⚭ vóór 1278 Helena van Saksen (?–1309)                   | Frederik III van Neurenberg (?–1297) ⚭ vóór 1278 Helena van Saksen (?–1309)                   | Albrecht van Görz en Tirol (?–1292) ⚭ na 1282 Agnes van Hohenberg (?–na 1293)                 | Albrecht van Görz en Tirol (?–1292) ⚭ na 1282 Agnes van Hohenberg (?–na 1293)                 |
| Grootouders                                          | Gerlach I van Nassau (vóór 1288–1361) ⚭ 1307 Agnes van Hessen (?–1332)                        | Gerlach I van Nassau (vóór 1288–1361) ⚭ 1307 Agnes van Hessen (?–1332)                        | Gerlach I van Nassau (vóór 1288–1361) ⚭ 1307 Agnes van Hessen (?–1332)                        | Gerlach I van Nassau (vóór 1288–1361) ⚭ 1307 Agnes van Hessen (?–1332)                        | Frederik IV van Neurenberg (ca. 1287–1332) ⚭ 1307 Margaretha van Görz en Tirol (?–1348)       | Frederik IV van Neurenberg (ca. 1287–1332) ⚭ 1307 Margaretha van Görz en Tirol (?–1348)       | Frederik IV van Neurenberg (ca. 1287–1332) ⚭ 1307 Margaretha van Görz en Tirol (?–1348)       | Frederik IV van Neurenberg (ca. 1287–1332) ⚭ 1307 Margaretha van Görz en Tirol (?–1348)       |
| Ouders                                               | Adolf I van Nassau-Wiesbaden-Idstein (1307–1370) ⚭ 1332 Margaretha van Neurenberg (?–na 1382) | Adolf I van Nassau-Wiesbaden-Idstein (1307–1370) ⚭ 1332 Margaretha van Neurenberg (?–na 1382) | Adolf I van Nassau-Wiesbaden-Idstein (1307–1370) ⚭ 1332 Margaretha van Neurenberg (?–na 1382) | Adolf I van Nassau-Wiesbaden-Idstein (1307–1370) ⚭ 1332 Margaretha van Neurenberg (?–na 1382) | Adolf I van Nassau-Wiesbaden-Idstein (1307–1370) ⚭ 1332 Margaretha van Neurenberg (?–na 1382) | Adolf I van Nassau-Wiesbaden-Idstein (1307–1370) ⚭ 1332 Margaretha van Neurenberg (?–na 1382) | Adolf I van Nassau-Wiesbaden-Idstein (1307–1370) ⚭ 1332 Margaretha van Neurenberg (?–na 1382) | Adolf I van Nassau-Wiesbaden-Idstein (1307–1370) ⚭ 1332 Margaretha van Neurenberg (?–na 1382) |